# Partido Democrático Social Italiano
El Partido Democrático Social Italiano (en italiano: Partito Democratico Sociale Italiano, PDSI), también conocido como Democracia Social (en italiano: Democrazia Sociale, DS) fue un partido político italiano de ideología social-liberal.

## Historia
Democracia Social nació como coalición electoral para las elecciones generales de 1919, agrupando al Partido Radical Italiano de Francesco Saverio Nitti y a otros partidos de la izquierda liberal, como el Partido Democrático Constiticional, la Democracia Liberal, entre otros. Obtuvo el 10,9% de los votos y 60 escaños en la Cámara de Diputados. 
En las elecciones generales de mayo de 1921, DS obtuvo el 4,7% de los sufragios y 29 diputados. El 12 de junio de ese año, constituyó un grupo parlamentario único con el PRI y la agrupación Renovación Nacional, que reunía a antiguos combatientes, totalizando 65 diputados.
En enero de 1922, se formó el Consejo Nacional de la Democracia Social y Radical, a la cual ingresó el PRI, disolviéndose de facto. Realizó su primer congreso en Roma entre 26 y 29 de abril de 1922, naciendo de esta manera el Partido Democrático Social Italiano, eligiendo como secretario a Giovanni Antonio Colonna di Cesarò, integrando a 45 diputados del grupo de DS. El grueso del partido lo conformaban radicales y masones del sur de Italia, especialmente de Sicilia.
El PDSI ingresó al gabinete del primer gobierno de Benito Mussolini, con tres ministros: Teofilo Rossi en Industria, Gabriello Carnazza en Obras Públicas y Colonna di Cesarò en Correos y Telégrafos. El 5 de febrero de 1924, el partido se retiró del gobierno y pasó a la oposición. En las elecciones de abril de ese año obtuvo un 1,55% de los votos y 10 escaños, 7 de ellos en Sicilia. Después que Colonna di Cesarò participara en la Secesión del Aventino en 1925, el partido cayó en decadencia, siendo finalmente proscrito por las leyes fascistas de 1926.
Tras la caída del fascismo en 1943, algunos de los militantes del PDSI ingresaron al Partido Democrático del Trabajo de Ivanoe Bonomi.

## Resultados electorales
| Cámara de Diputados |                |       |         |     |                          |
| Año electoral       | Votos          | %     | Escaños | +/− | Líder                    |
| 1919                | 622.310 (4.º)  | 10,95 | 60/508  | –   | Giovanni Antonio Colonna |
| 1921                | 309.191 (6.º)  | 4,68  | 29/535  | 31  | Giovanni Antonio Colonna |
| 1924                | 111.035 (10.º) | 1,55  | 10/535  | 19  | Giovanni Antonio Colonna |